# Trishal
Trishal è un sottodistretto (upazila) del Bangladesh situato nel distretto di Mymensingh, divisione di Mymensingh. Si estende su una superficie di 338,98 km² e conta una popolazione di 419.308  abitanti (censimento 2011).